# Otakar Krámský
Otakar Krámský (1. července 1959 Jilemnice – 25. dubna 2015 poblíž Tulwitzu, Rakousko) byl český automobilový závodník, historicky nejlepší český jezdec v závodech do vrchu. Byl nejenom mnohonásobným mistrem Československa a České republiky a pětinásobným vítězem ankety Zlatý volant, ale famózně reprezentoval i v zahraničí: na Mistrovství Evropy v závodech automobilů do vrchu získal čtyři bronzové, dvě stříbrné a tři zlaté medaile. Jeho kariéra čítala celkem 25 sezón a ukončila ji tragická nehoda při tréninkové jízdě v Rakousku. V závodnických aktivitách pokračuje jeho syn Otakar Krámský mladší.

## Osobní život
Otakar Krámský v roce 1978 absolvoval gymnázium v Jilemnici a poté byl posluchačem Vysoké školy strojní a textilní v Liberci, kde absolvoval roku 1982 a získal inženýrský titul v oboru průmyslové dopravy.
V letech 1983 až 1990 působil jako samostatný konstruktér vrchlabského závodu AZNP Mladá Boleslav, kde se zabýval specifikacemi a legislativními požadavky pro zahraniční trhy. V roce 1990 založil vlastní tuningovou firmu Krámský – Autosport Jilemnice, od počátku orientovanou zejména na úpravy a servis vozů BMW. Vlastní závodní skupinu BMW Team Krámský, která těsně spolupracovala přímo s automobilkou, založil v roce 1996. V roce 1999 se stal smluvním jezdcem konstruktérské firmy Osella a výrazně se podílel na sportovních konstrukčních úpravách sériových vozů nebo stavbách prototypů, včetně vlastních strojů Reynard.
Krámský byl římskokatolického vyznání.

## Sportovní kariéra
Už během školní docházky Krámský aktivně závodil v běhu na lyžích, už v patnácti letech v roce 1975 získal v kategorii dorostenců druhé místo na mistrovství ČSSR v běhu na lyžích. Následujícího roku se dostal do reprezentačního družstva, zvítězil v mezinárodních závodech Družba a byl zařazen mezi kandidáty pro účast na olympiádě. Coby posluchač VŠST získal druhé místo v běhu na lyžích v kategorii vysokoškoláků, ale následujícího roku musel výkonového lyžování zanechat kvůli vadě páteře.

## Závodní kariéra
Na sklonku vysokoškolských studií už Krámský pomalu začínal s automobilovým sportem, kdy ho lákaly motokros a závody do vrchu. Motoristickou kariéru však zahájil tehdy tradičním postupem, a to účastí na branně-orientačních automobilových soutěžích (BOAS) pořádaných Svazarmem. Roku 1980 se účastnil první BOAS se svým prvním soukromým vozem, ojetým Fiatem 850 Coupé, o rok později získal deset let starou upravenou Škodu 110 R. Solidní výsledky znamenaly postup z amatérské činnosti do závodů vyšší kategorie.

### 1982–1990 se značkou Škoda
V roce 1982 se Krámský poprvé účastnil závodů do vrchu a postoupil do mistrovství republiky, přičemž sedlal civilní Škodu 120 L s mírnými úpravami pro třídu A1. Základní vojenská služba znamenala roční přerušení závodění, ale od roku 1984 se už mohl účastnit republikového mistrovství s prvním vlastním skutečně závodním vozem Škoda 120 LS, zařazeným ve skupině A a třídě do 1300 cm³. Roku 1985 absolvoval v Mostu okruhovou školu a začal závodit i na okruzích. Od roku 1986 se účastnil obou typů závodů ve stejné skupině a třídě vozidel, ale s výkonnějším vozem Škoda 130 L. Po řadě dílčích úspěchů získal v sezóně 1988 titul mistra ČSSR. Coby zaměstnanec získal možnost reprezentovat vozidla Škoda v zahraničí, a to při mistrovství Evropy v závodech automobilů do vrchu roku 1989, kde závodil s tehdejší novinkou Škoda Favorit v úpravě skupiny A.

### 1991 se značkou Ford
Pro zvýšení šance na dosažení dobrého výsledku při zostřené evropské konkurenci odstartoval Krámský do sezóny 1991 ve skupině N s Fordem Sierra RS Cosworth. V této sezóně zakončil své snažení v rámci mistrovství ČSFR druhým místem v závodech do vrchu, prvním místem v závodech na okruzích a v celkovém hodnocení mistrovství Evropy v závodech do vrchu 9. místem v divizi cestovních vozů a 4. místem ve skupině N.

### 1992–2015 se značkou BMW
Od sezóny 1992 je Krámský spjat s vozidly značky BMW „královské“ skupiny A s vozidly kategorie I s maximálními úpravami. Poprvé na svých vozech použil odstín fosforově žluté reflexní barvy, která se později pro jeho tým stala typickou.

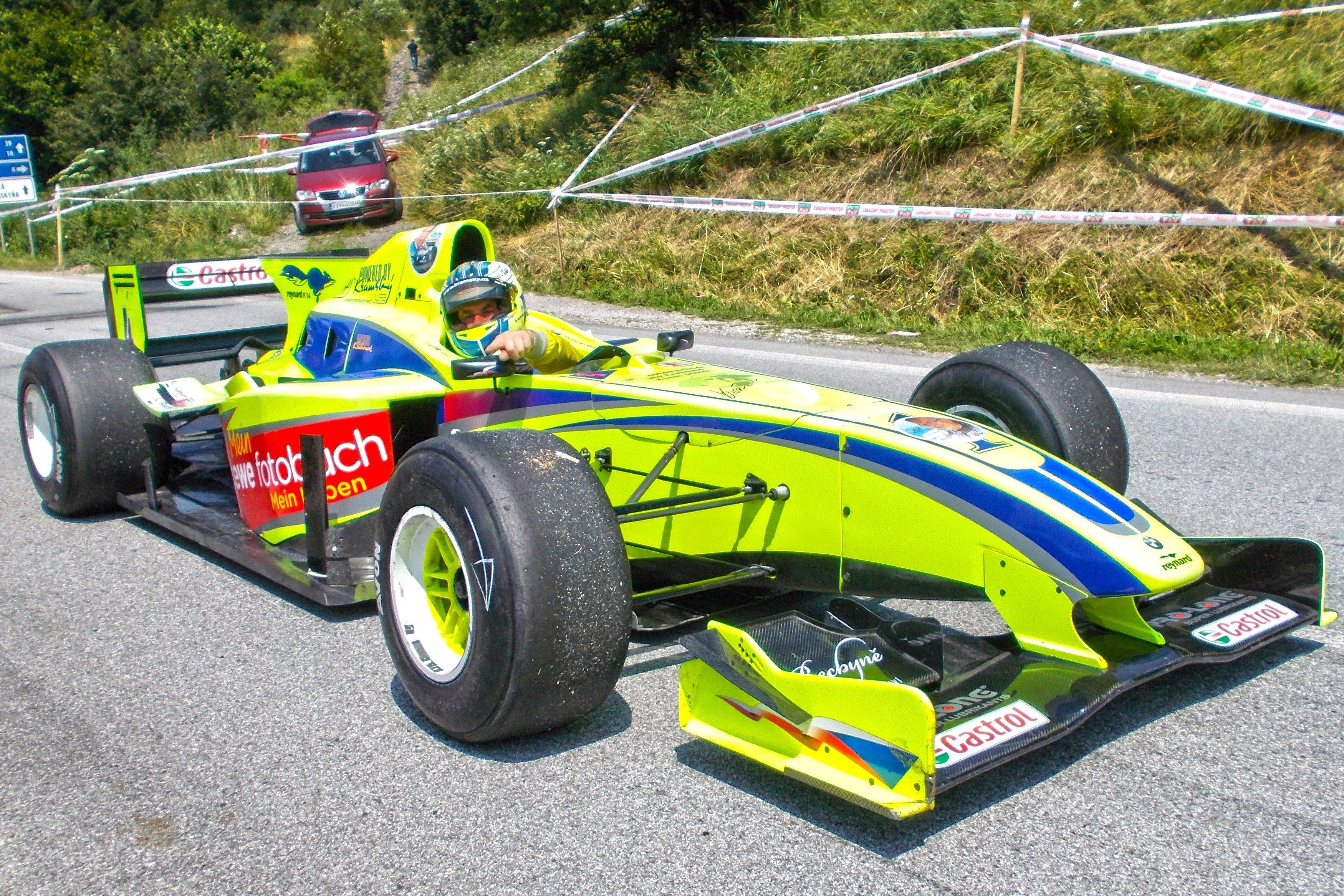
Otakar Krámský v monopostu Reynard 99L během závodů do vrchu Dobšinský kopec 2014

V letech 1992 až 1994 startoval s vozem BMW M3 E30 v kategorii I a v úpravě skupiny A do vrchu při mistrovství ČR i mistrovství Evropy. Roku 1992 byl třetí na mistrovství ČR i Evropy ve skupině A, v roce 1993 se stal poprvé mistrem ČR ve skupině A a v rámci Evropy byl vicemistrem, v sezóně 1994 byl ve skupině A vicemistrem ČR i Evropy.
V letech 1995 až 2000 statoval s vozem BMW M3 E36 EVO v úpravě skupiny A. Hned v roce 1995 získal v divizi cestovních vozů svůj první titul mistra Evropy v závodech automobilů do vrchu, v roce 1996 získal v této kategorii titul vicemistra, v letech 1997 a 1998 byl v této kategorii opět mistrem Evropy. V rámci ČR byl vicemistrem skupiny A v letech 1995 a 1997, mistrem v letech 1998, 1999 a 2000. Neuvěřitelný byl zejména Krámského výkon v roce 1998, kdy zvítězil ve všech 21 závodech, kterých se účastnil. V tomto období se Krámský angažoval v obnově tradičních závodů do vrchu mezi Prakovicemi a Beneckem, a to jak aktivní účastí, tak i sponzorskými příspěvky, z nichž byla financována nemalá část stavebních úprav trati.
Od roku 2000 se začal věnovat spíše okruhovým závodům, a to na několika generacích vozu Osella BMW. V roce 2000 byl na ME ve formulových vozech pátý, o rok později třetí, v roce 2002 druhý. Následující sezóny byly méně úspěšně a nepřinesly medailová umístění v rámci ME, ovšem i tak se Krámský stal opakovaně absolutním mistrem ČR v letech 2001 až 2005, k čemuž přispěla i 3 vítězství při 3 startech na konci sezóny 2003.
V roce 2006 přibyl do stáje formulový vůz původní konstrukce pro skupinu E2: Reynard 99L. Ten však byl následujícího roku při havárii zničen a nahradil ho vůz Reynard K s originální aerodynamikou, který byl (stejně jako Osella) v následujících letech neustále modernizován na nová provedení, nicméně konkurence byla silná a Krámský se pak v rámci MČR i ME pohyboval obvykle mezi 3. až 7. místem absolutního pořadí.

## Smrt za volantem
Při přípravě na Mistrovství Evropy v závodech automobilů do vrchu Rechbergrennen koncem dubna 2015 se Krámský účastnil cvičných jízd. Hned při své první tréninkové jízdě měl dne 25. dubna 2015 poblíž rakouského průsmyku Rechberg smrtelnou nehodu na dříve opravované silnici. Na vozovce se nalézaly přechody mezi starým a novým asfaltovým povrchem o rozdílu výšek až 3 cm, do kterých Krámského monopost o světlé výšce pouhých 15 mm zřejmě narazil v tak nepříznivé kombinaci úhlu a rychlosti, že došlo k zablokování zadní nápravy a neovladatelný vůz byl katapultován z trati proti stromu. Jezdec na místě podlehl těžkým zraněním.